# Tantura-Massaker

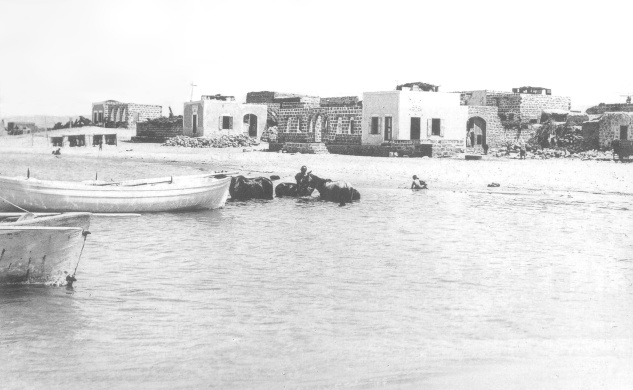
Das einstige Fischerdorf Tantura (1920–1933) während des Britischen Völkerbundsmandats an der Karmelküste.

Das Tantura-Massaker ereignete sich in der Nacht vom 22. auf den 23. Mai 1948 während des Arabisch-Israelischen Krieges, als etwa 40–200 palästinensische arabische Dorfbewohner aus Tantura von der Alexandroni-Brigade, die Teil der israelischen Haganah war, massakriert wurden. Das Massaker erfolgte nach der Kapitulation Tanturas, einem Dorf mit rund 1.500 Einwohnern im Jahr 1945, das in der Nähe von Haifa lag. Die Opfer wurden in einem Massengrab beerdigt, das heute als Parkplatz für den Strand von Tel Dor dient. Das palästinensische Dorf wurde vollständig zerstört und dem Erdboden gleichgemacht.
Zeugenaussagen von überlebenden Palästinensern stießen auf Skepsis. Eine bestätigende Abschlussarbeit aus dem Jahr 1988 des israelischen Absolventen der Universität Haifa Theodore Katz, der Überlebende interviewte, wurde ebenfalls geleugnet. Im Jahr 2022 wurde der israelische Dokumentarfilm „Tantura“ veröffentlicht, in dem mehrere israelische Veteranen aussagten, sie hätten ein Massaker in Tantura gesehen, nachdem das Dorf kapituliert hatte. Im Jahr 2023 veröffentlichte Forensic Architecture eine von ihnen in Auftrag gegebene Untersuchung des Gebietes und kam zu dem Schluss, dass es drei potenzielle Massengräber in der Nähe des Strandes von Tel Dor gab, die mit einem Massaker in Verbindung standen.
Nach dem Massaker wurden Frauen und Kinder als Binnenflüchtlinge nach Furaidis transportiert. Männliche Überlebende wurden in Gefangenenlagern untergebracht und verließen Israel später im Rahmen eines Gefangenenaustauschs, gefolgt von ihren Familien.

## Hintergrund

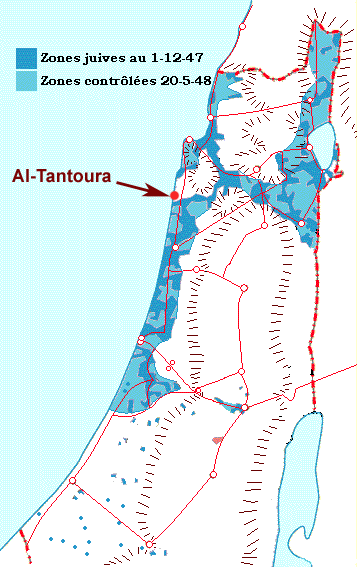
Lage von Tantura, Hauptort des letzten palästinensischen Widerstandsgebiets um den 20. Mai 1948 im Küstenstreifen.

Am Vorabend der Besetzung war Tantura ein großes palästinensisches Fischerdorf mit einem Hafen für Boote, an der Karmelküste, 35 Kilometer südlich von Haifa und einige Kilometer westlich der Alten Landesstraße (כְּבִישׁ אַרְצִי יָשָׁן Kvīsch Arzī Jaschan, klassifiziert als Haupt-Landesstraße כְּבִישׁ אַרְצִי רָאשִׁי 4 Kvīsch Arzī Roschī ), die seit 1937 Haifa mit Jaffa und Tel Aviv verbindet. Tantura befand sich in dem Gebiet, das im Teilungsplan der Vereinten Nationen für Palästina von 1947 einem jüdischen Staat zugewiesen wurde. Im Rahmen des Plan Dalet, der im März 1948 formuliert wurde, vor der israelischen Unabhängigkeitserklärung am 14. Mai 1948, wurde die Haganah mit der „Besetzung von al-Tantura und al-Furaydis“ beauftragt.

## Ereignisgeschichten

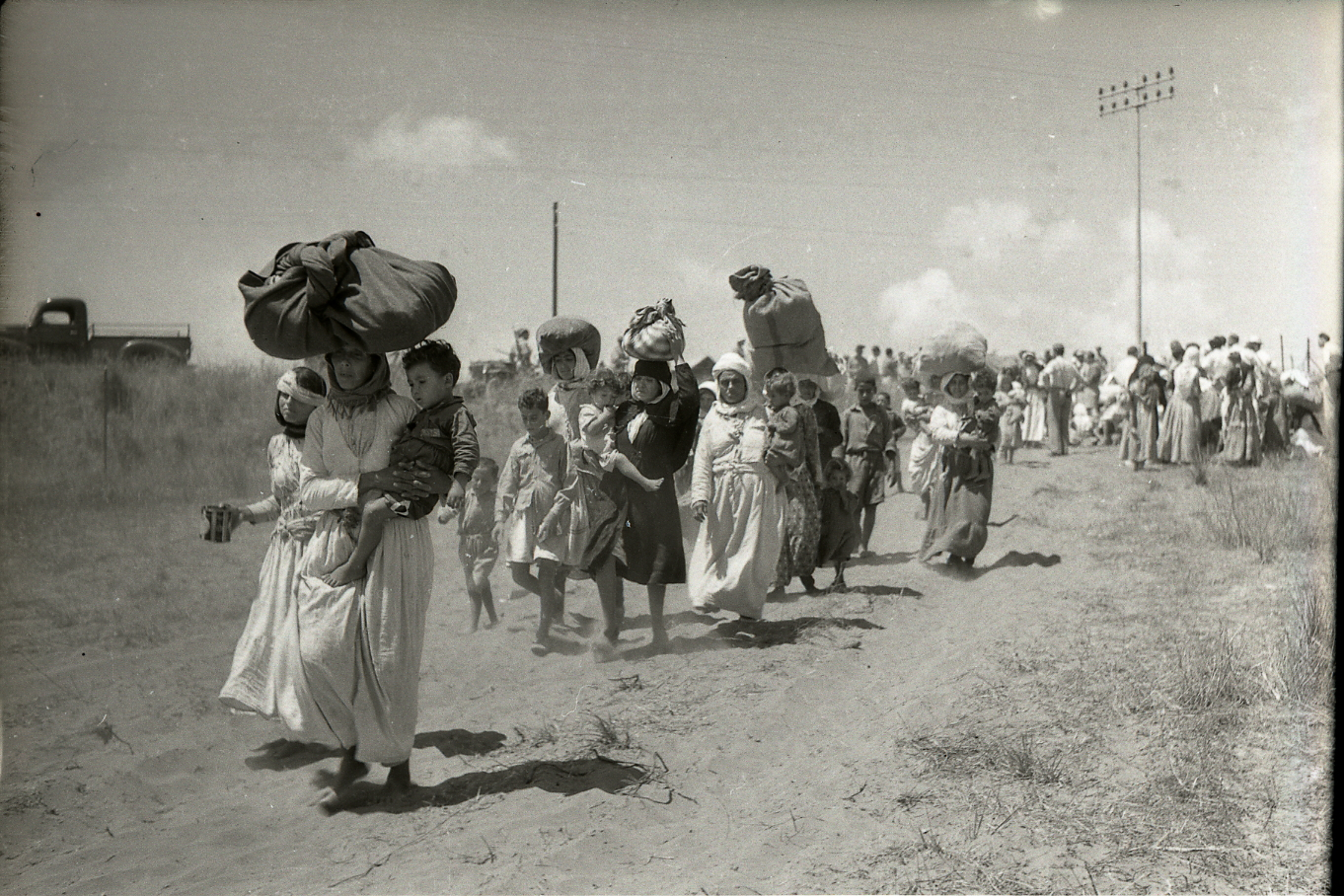
Die Vertreibung der Frauen und Kinder aus Tantura nach Furaydis im Jahr 1948.

In der Nacht vom 22. auf den 23. Mai 1948 wurde Tantura vom 33. Bataillon der israelischen Alexandroni-Brigade angegriffen. Infolge dieses Angriffs und basierend auf den Zeugenaussagen von Tantura-Dorfbewohnern schätzte der Historiker Walid Khalidi, dass 40 junge Männer aus Tantura erschossen und in einem Massengrab begraben wurden. Diese Ergebnisse veröffentlichte er als Teil eines Schriftverkehrs im The Spectator mit Erskine Barton Childers, ein hoher Beamter bei den Vereinten Nationen, und Jon Kimche (veröffentlicht vom 12. Mai bis 4. August 1961 und 1988 erneut im Journal of Palestine Studies)
Diese Zeugenaussagen wurden durch weitere Zeugenaussagen in der 1998 eingereichten Dissertation „The Exodus of the Arabs from the Villages at the Foot of Southern Mount Carmel in 1948“ (Der Exodus der Araber aus den Dörfern am Fuße des Berges Karmel in 1948) ergänzt, die vom Postgraduierten-Forscher Theodor Katz an der Universität Haifa verfasst wurde, für die er die Bestnote erhielt. Bei der Arbeit handelt es sich um eine mikrohistorische Forschung zum Krieg von 1948, die sich auf fünf palästinensische Küstendörfer zwischen Chadera und Haifa konzentriert, insbesondere auf die Dörfer Umm Zaynat und Tantura. Die Forschung zu diesem Ereignis wurde anschließend durch weitere Zeugenaussagen erweitert, die von Mustafa al-Wali aus Dutzenden von Interviews gesammelt wurden. Diese wurden in der Sommerausgabe des Jahres 2000 von „Majallat al-Dirasat al-Filastiniyya“ veröffentlicht, einer Zeitschrift des „Journal of Palestinian Studies“. Muhammad Abu Hana, der zum Zeitpunkt der Ereignisse in Tantura noch ein Kind war und nun im Jarmuk-Camp lebt, berichtete:
„Am Morgen hatte das Schießen aufgehört, und die Angreifer trieben alle zusammen […] die Frauen und Kinder auf der einen Seite, die Männer auf der anderen. […] Die Soldaten führten Gruppen von Männern weg, und nach jeder Abreise konnte man Schüsse hören. […] Ich sah Leichen auf einem von Männern aus Tantura gezogenen Wagen, die ihre Fracht in eine große Grube entleerten. […] Auf der Straße, in der Nähe der Eisenbahnschienen, lagen andere Leichen verstreut.“
Es gibt mehrere Zeugenaussagen, dass Abba Schechter, der Ratsvorsitzende des benachbarten jüdischen Winzerdorfes Sichron Jaʿaqov und ein Freund des Muchtars von Tantura, versuchte, sich zugunsten der Dorfbewohner einzusetzen. Im Jahr 2002 interviewte The News & Observer Jawdat Hindi, eine Tochter des Muchtar von Tantura, die sagte, Schechter „kam an und schrie die jüdischen Soldaten an“ und zu einem späteren Zeitpunkt „weinte er und sagte, dass wir einen solchen Tag und ein solches Ereignis bei unseren Nachbarn nicht erwartet hätten“.

## Katz-Kontroverse
Am 21. Januar 2000 veröffentlichte die israelische Tageszeitung Maʿariv einen langen Artikel mit der Überschrift „Das Massaker von Tantura“. Der vom Journalisten Amir Gilat verfasste Artikel basierte hauptsächlich auf der Dissertation von Teddy Katz, die einige Monate zuvor mit der höchstmöglichen Note ausgezeichnet worden war. Nach der Veröffentlichung des Zeitungsartikels protestierten Veteranen der Alexandroni-Brigade, und Gilat verfasste einen weiteren Artikel, in dem ihre Behauptung, dass kein Massaker stattgefunden habe, aufgenommen wurde. Die Alexandroni-Veteranenvereinigung leitete eine Verleumdungsklage gegen Teddy Katz und forderten 1 Million Schekel (etwa 321.000 US-Dollar) Schadensersatz.
In der folgenden gerichtlichen Untersuchung stimmte Katz nach zwei Tagen einer außergerichtlichen Einigung zu, bei der er eine Erklärung unterzeichnete, in der er die Schlussfolgerungen seiner Forschung, nämlich dass extralegale Hinrichtungen nach der Kapitulation des Dorfes stattgefunden hatten, nicht weiter vertrete. Am nächsten Tag erklärte die Richterin Drora Pilpel den Fall für geschlossen. Katz versuchte jedoch keine zwölf Stunden später, seine Erklärung aufzuheben und erklärte, dass er sie in einem „Moment der Schwäche, den er bereits zutiefst bedauerte“, unterzeichnet habe und dass sie „nicht das wiedergab, was er wirklich über seine Arbeit empfand“. Nach weiteren Stunden der Beratung bestätigte Richterin Pilpel die Entscheidung zur Schließung des Falls „mit der Überzeugung, dass eine Einigung zwischen zwei Parteien respektiert werden muss“, betonte jedoch, dass ihre Entscheidung „in keiner Weise mit dem Inhalt, der Genauigkeit oder der Wahrhaftigkeit der Verleumdungsklage in Zusammenhang stand“. Katz legte daraufhin Berufung beim Obersten Gericht ein, das die Entscheidung des unteren Gerichts aus denselben Gründen bestätigte. Indem die Richter die Fortsetzung des Prozesses nicht zuließen, erhielten die palästinensischen Überlebenden nicht die Gelegenheit, ihre Geschichte vor Gericht zu erzählen.
Als Konsequenz suspendierte die Universität Haifa Katz's Abschluss, der ursprünglich mit einer Note von 97 % bewertet wurde, und lud ihn ein, seine Arbeit zu überarbeiten. Die Arbeit wurde an fünf externe Prüfer geschickt, von denen die Mehrheit (3:2) sie als nicht bestanden bewertete. Katz erhielt daraufhin einen „nicht-forschungsbezogenen“ Master-Abschluss.

### Akademische Kommentare

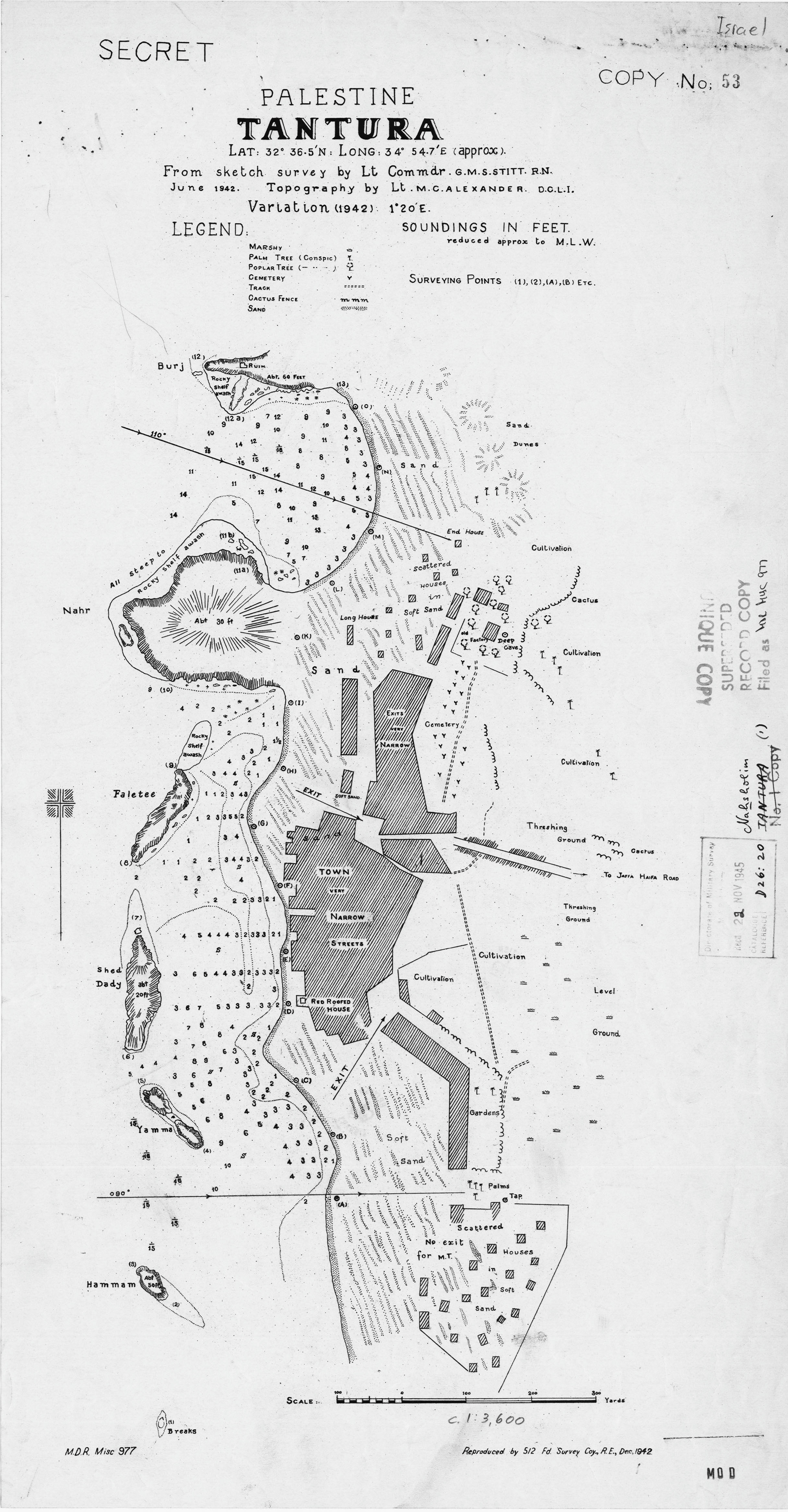
Detaillierte Karte von Tantura im Jahr 1942.

Der Historiker Ilan Pappé, der zu dieser Zeit Professor an der Universität Haifa war, unterstützte Katz und seine Dissertation und hat die israelischen Veteranen herausgefordert, ihn vor Gericht zu bringen, da er Beweise dafür habe, dass das Massaker stattgefunden hat. Pappé forschte gleichzeitig selber darüber, was in Tantura geschah, seine Schlussfolgerung: Im Mai 1948 wurden etwa 250 Palästinenser ohne gesetzliche Grundlage bei dem Massaker in Tantura getötet. In einem Artikel aus dem Jahr 2001 in der Zeitschrift Journal of Palestine Studies verteidigte Pappé die Verwendung von Oral History mit Verweis auf die USA. Insbesondere mit dem Aufkommen der elektronischen Aufzeichnung hat Oral History in der akademischen Gemeinschaft weltweit zunehmende Anerkennung gefunden. Es gibt keine schriftliche Dokumentation die als notwendigerweise authentischer oder zuverlässiger angesehen wird als mündliche Überlieferungen. Dies gilt insbesondere im Hinblick auf Dokumente der Israelischen Verteidigungskräfte (IDF) zum Krieg von 1948, bei denen es sich hauptsächlich um Berichte oder Korrespondenzen von Militärs handelt, deren Ziel manchmal weniger darin bestand, zu berichten als vielmehr zu verbergen. Pappé wies darauf hin, dass Katz nicht nur die Aussagen palästinensischer Dorfbewohner, sondern auch israelischer Soldaten gesammelt und ausgewertet habe.
Zu denjenigen, die die Arbeit lobten, gehörten Professor Asa Kasher der Universität Tel Aviv, Autor des Ethikkodex der IDF; Meʾir Paʿil, ein Militärhistoriker des Krieges von 1948; und Ilan Pappé. Diese waren bei der Charakterisierung der Ereignisse in Tantura kategorischer als Katz. Obwohl Katz weder in seiner Dissertation noch in Interviews darüber das Wort „Massaker“ verwendet hatte, schreckten sie nicht vor dem Begriff zurück und Professor Kasher nannte das, was in Tantura geschah, ein Kriegsverbrechen. Professor Kasher und Meʾir Paʿil bekräftigten ihre Unterstützung für Katz‘ Forschung und stellten insbesondere fest, dass die von der Anklage aufgedeckten Ungenauigkeiten die Qualität der Dissertation nicht wesentlich beeinträchtigt hätten.
Pappé legte neue Beweise vor, die nach der Präsentation von Katz’ Abschlussarbeit ans Licht gekommen waren. In einem Fall zitierte er (unter Verweis auf die IDF-Quellen) "aus einem Dokument der Alexandroni-Brigade an die IDF-Zentrale. Eine Woche nach der Eroberung des Dorfes Tantura wurde einer der an der Stätte stationierten Kommandeure gerügt, weil er sich nicht ordnungsgemäß um die Bestattung der Leichen der Araber gekümmert hatte. Am 9. Juni 1948 berichtete der Kommandant des angrenzenden Stützpunkts: „Gestern habe ich das Massengrab auf dem Tantura-Friedhof überprüft. Habe alles in Ordnung gefunden.“ Und in einem anderen Bericht veröffentlichte er Aussagen von Augenzeugen, die in Syrien gefunden worden waren. Pappé erläuterte auch den Hintergrund von Katz' ursprünglicher unterschriebener Zurückweisung seiner Dissertation.
Im Jahr 2004 überprüfte der israelische Historiker Benny Morris die Tantura-Kontroverse ausführlich und äußerte sein tiefes Unbehagen. Er schlug vor, dass es unklar sei, ob ein Massaker stattgefunden habe, aber es bestehe kein Zweifel daran, dass Kriegsverbrechen von den israelischen Streitkräften (Haganah; die IDF wurde am 26. Mai 1948 gegründet) begangen wurden und dass das Dorf gewaltsam von seinen arabischen Bewohnern ethnisch gesäubert wurde, was bislang nicht als eigenständiges Verbrechen nach internationalem Recht anerkannt ist. Morris glaubt, dass eine Frau aus dem Dorf vergewaltigt wurde, dass Alexandroni-Truppen möglicherweise Kriegsgefangene hingerichtet haben und es möglicherweise einige Plünderungen gegeben hat, basierend auf einem Armeerapport, der das hebräische Wort „chabbala“ (hebräisch חַבָּלָה ‚Vandalismus, Sabotage‘) verwendet.
Morris betonte die Tatsache, dass in von ihm und dem Maʿariv-Journalist Amir Gilat geführten Interviews alle Flüchtlinge bestätigten, dass ein Massaker stattgefunden hatte, während alle IDF-Veteranen dies bestritten. In Bezug auf Letztere beschreibt Morris, was er als „beunruhigende Andeutungen“ bezeichnet, wie zum Beispiel ein Tagebuch eines Alexandroni-Soldaten namens Tulik Makovsky, in dem er schrieb: „… dass unsere Jungs die Kunst des Mordes ziemlich gut beherrschen, insbesondere Jungs, deren Verwandte von den Arabern ermordet worden waren … oder die von Hitler geschädigt wurden [sie sind dieselben Faschisten]. Sie nahmen sich ihre private Rache und rächten unsere Kameraden, die durch ihre Hand gestorben waren, gegen die Scharfschützen“. Morris wies auch darauf hin, dass angesichts der politischen Sensibilität zu dieser Zeit das Wort „chabbala“ möglicherweise als Euphemismus für ein Massaker verwendet wurde.
Morris wies auch auf Probleme bei der Bewertung der zweiten Version von Katz' Dissertation hin. Er bemerkte, dass die beiden Gutachter, die auffällig niedrige Bewertungen abgaben, Co-Autoren eines Buches der IDF waren, in dem argumentiert wurde, dass die israelische Armee nur eine „teilweise Vertreibung“ der Bevölkerung der arabischen Städte Lydda und Ramla durchgeführt habe und die Anschuldigung, die Truppen hätten Einwohner von Lydda, einige von ihnen in einer Moschee, am 12. Juli 1948 massakriert, zurückgewiesen wurde. Die Aufzeichnungen der IDF aus dem IDF-Archiv zeigen jedoch, dass eine umfassende Vertreibung durchgeführt wurde und dass Truppen der Jiftach-Brigade etwa 250 Stadtbewohner getötet haben.
Im Jahr 2004 gab es Pläne, Leichen von einer Stelle zwischen Nachscholim und Tel Dor zu exhumieren, die vermutlich ein Massengrab ist, aber dies ist nicht geschehen. Im Jahr 2006 wurde Katz' Darstellung der Fakten erneut vom israelischen Historiker Joʾav Gelber bestritten, der eine Schlüsselrolle bei der Diskreditierung von Katz' Forschung spielte.

## Nachfolgende Entwicklungen

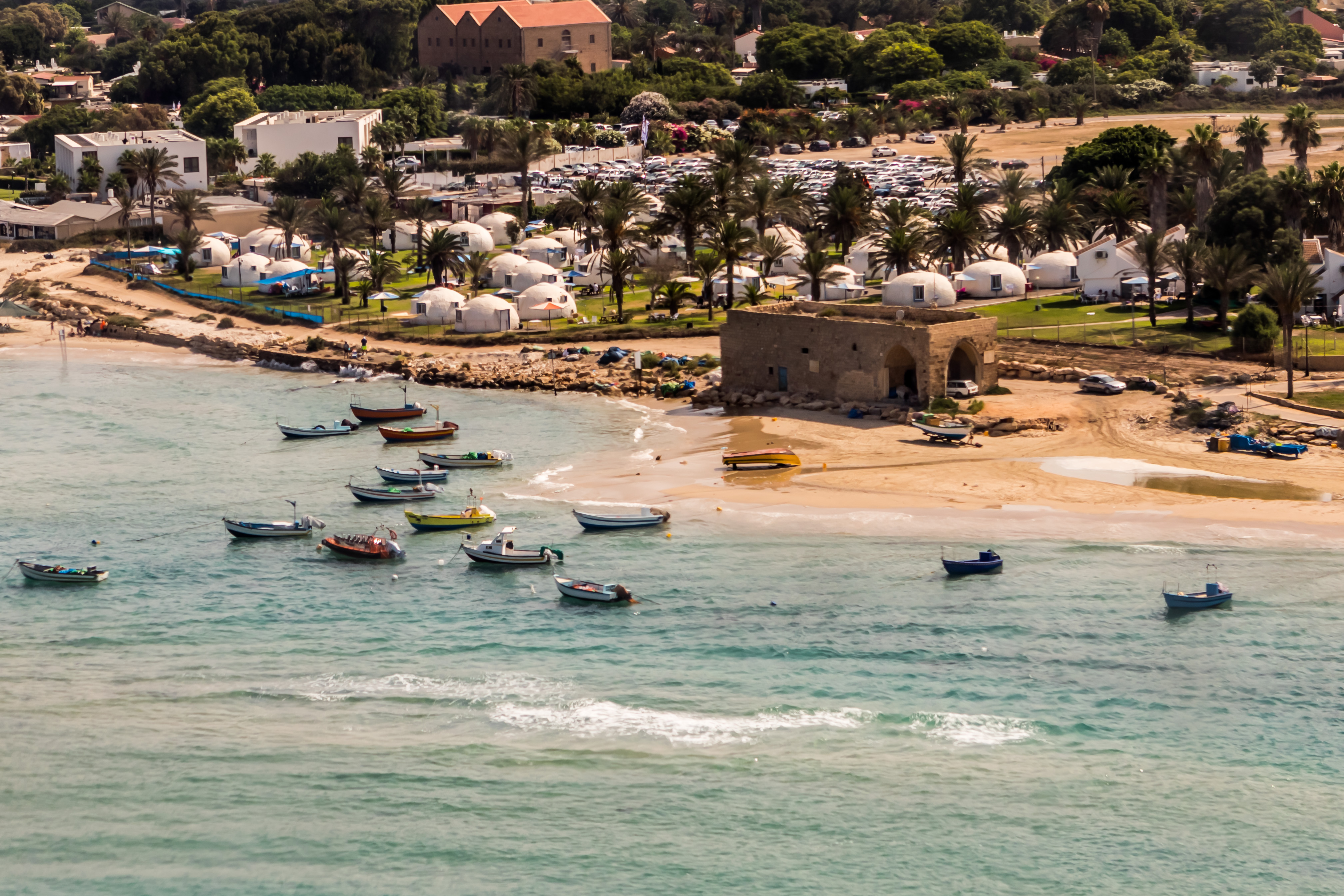
Das Massengrab der Opfer des Massakers von Tantura befindet sich unter dem Parkplatz hinter dem Strand.

Im Januar 2022 wurde ein Dokumentarfilm mit dem Titel „Tantura“ von Alon Schwarz beim Sundance Film Festival 2022 gezeigt. Während die Fakten bereits von Historikern etabliert waren, wurden sie nun mit dem Dokumentarfilm, einer breiteren Öffentlichkeit zugänglich. Die Dokumentation basiert auf den unveröffentlichten Aussagen von Kämpfern, die zum Teil über 90 Jahre alt waren und sich entschieden hatten, das Schweigen zu brechen. In dem Film gaben mehrere israelische Veteranen an, sie hätten ein Massaker in Tantura gesehen, nachdem das Dorf kapituliert hatte. Viele der Interviewten lieferten Beschreibungen und schätzten die Anzahl der erschossenen Opfer auf „einige“, „mehrere Dutzend“ oder „über 200“. Die letztere Schätzung stammte von einem Bewohner von Sichron Jaʿaqov, der angab, bei der Beerdigung der Opfer geholfen zu haben. Sie bestätigten, dass Soldaten der Alexandroni-Brigade unbewaffnete Männer nach Ende der Schlacht ermordet hatten und die Opfer tatsächlich in einem Massengrab begraben wurden, das sich jetzt unter dem Parkplatz am Strand Chof Dor-haBonim (hebräisch חוף דור-הבונים) in der Nähe Nachscholims befindet. Andere Interviewpartner bestritten ausdrücklich, dass ein Massaker stattgefunden habe. Die Vorführung führte auch dazu, dass verschiedene Organisationen, darunter die Palästinensische Autonomiebehörde und das Redaktionskomitee von Haʾaretz, die Einsetzung einer Kommission zur Untersuchung eines anderen mutmaßlichen Massengrabes in der Nähe des Berges Karmel forderten.
Der Geschichtsprofessor der Universität Haifa, Joʾav Gelber, sagte Schwarz in Tantura, dass Katz’ Abschlussarbeit aufgrund ihrer starken Abhängigkeit von mündlichen Zeugenaussagen fehlerhaft sei. Später kritisierte er den Film nach der Vorführung aufgrund dessen, was The New York Times als „Mangel an anderen Dokumenten [außer mündlichen Quellen]“ paraphrasierte. Diese Kritik und andere Kritikpunkte am Film wurden auch von Benny Morris geäußert. Die Familie eines der interviewten Veteranen warf Schwarz vor, die Aussage des Veteranen falsch dargestellt zu haben, und ein anderer Veteran sagte, es habe ein Massaker gegeben, behauptete jedoch gegenüber der New York Times, dass die israelischen Soldaten ohne Befehle gehandelt hätten.
Der Dokumentarfilm „Tantura“ wurde mit Unterstützung des New Fund for Cinema and Television produziert, gestiftet durch die America-Israel Cultural Foundation (AICF), eine gemeinnützige amerikanische Stiftung, die kulturelle Projekte in Israel unterstützt, mit Unterstützung des israelischen Ministeriums für Kultur und Sport und mit Unterstützung des Israel Film Council, den besagtes Ministerium leitet. Außerdem nominierte die israelische Filmakademie „Tantura“ für den besten Dokumentarfilm, während das Tel Aviv International Documentary Film Festival (DocAviv) ihn für den besten Israelischen Film nominierte und „Tantura“ den Forschungspreis erhielt.

### Forensic Architecture investigation
Im Jahr 2023 wurde die Forschungseinheit Forensic Architecture an der Goldsmiths-Universität beauftragt, eine umfassende Untersuchung der historischen Quellen, kartografischen und luftbildlichen Daten zusammen mit mündlichen Zeugnissen durchzuführen und ein 3D-Modell zu erstellen, das auf die Existenz von drei Massengräbern unter dem Strandresort hinweist. Dies wurde im Auftrag der israelischen NGO Adalah für Anliegen arabischer Israelis durchgeführt.

## Dokumentarfilme
- Tantura, Dokumentarfilm von Alon Schwarz, USA/Israel 2022; 95 Minuten, Originalfassung (Hebräisch, Arabisch, Englisch) mit engl. Untertiteln
- Executions and Mass Graves in Tantura, Youtube-Kanal von Forensic Architecture, 30. Mai 2023; 17 Minuten

### Notizen
1. Augenzeugenberichte von: Dan Vitkon, Yosef Graf, Salih ʿAbd al-Rahman, Tuvia Lischansky Mordechai Sokoler, Ali ʿAbd al-Rahman Dekansh, Najiah Abu Amr, Fawsi Mahmoud Tanj, Mustafa Masr.
2. Documentary: على أجسادهم فيلم ل عرب لطفي Over their Dead bodies A film by Arab Loutfi - Youtube